# بوردن (فیلم ۲۰۱۸)
بوردن (به انگلیسی: Burden) فیلمی محصول سال ۲۰۱۸ و به کارگردانی اندرو هکلر است. در این فیلم بازیگرانی همچون گرت هدلند، فارست ویتاکر، آندره‌آ ریسبرو، تام ویلکینسون، آشر، دکستر داردن و تس هارپر ایفای نقش کرده‌اند.